# Hageböllinger Kopf
Der Hageböllinger Kopf ist eine waldbedeckte 326 m ü. NHN hohe Erhebung im Ennepe-Ruhr-Kreis. Die Stadtgrenze zwischen Gevelsberg und Ennepetal verläuft über den Berg.

## Beschreibung
Der Hageböllinger Kopf ist eine von einer Kette von mehreren Erhebungen südlich der Ennepe im Gevelsberger Stadtwald und gehört naturräumlich zu dem Höhenzug Hesterthardt (Ordnungsnummer 3361.11) innerhalb der Hagener Randhöhen (3361.1).  Seine Nachbarerhebungen sind der Mühler Kopf, der Brahmskopf, der Poeter Kopf und der Bredder Kopf. Benannt ist der Berg nach dem Wohnplatz Hagebölling an seinem Fuß.
Die Erhebung fällt nach Norden zum Tal der Ennepe hin mehr als 150 Höhenmeter ab. Am Fuß der Erhebung verlaufen dort auch die Verkehrswege Bundesstraße 7 und Bahnstrecke Elberfeld–Dortmund. Nach Süden hin läuft die Erhebung dagegen weitgehend flach auf die Hochebene nördlich des Ennepetaler Stadtteils Voerde aus. Die Ortschaft Jellinghausen ist die einzige Ansiedlung auf der Erhebung.
Das östliche Seitental wird von dem Kirchwinkelbach gebildet, in dem sowohl das Forsthaus im Kirchwinkel als auch der Wohnplatz Im Kirchwinkel liegt. Es trennt den Hageböllinger Kopf von dem Brahmskopf. Im Westen trennt das Tal des Hundseicker Bachs den Hageböllinger Kopf von dem Mühler Kopf. Die Erhebung wird für Wanderungen genutzt und von mehreren Wanderwegen überquert, darunter der Wappenweg.